# Ghoti
Ghoti è una parola inglese creata appositamente per mettere in evidenza alcune incongruenze nella pronuncia dell'inglese rispetto alla loro ortografia. Si tratta di una specie di forma alternativa di fish (pesce), in quanto è anch'essa pronunciabile come /ˈfɪʃ/. Infatti essa si compone di: 
- gh, pronunciato /f/ come in tough /tʌf/;
- o, pronunciato /ɪ/ come in women /ˈwɪmɪn/;
- ti, pronunciato /ʃ/ come in nation /ˈneɪʃən/.

Il primo utilizzo della parola in una pubblicazione si registra nel 1874, in un articolo del St. James Magazine che faceva a sua volta riferimento ad una lettera del 1855, coniata da un certo William Ollier (nato nel 1827).
La parola ghoti viene citata a supporto della Riforma ortografica inglese ed è spesso attribuita a George Bernard Shaw, noto sostenitore della causa. Tuttavia una biografia di Shaw attribuisce la creazione del termine ad un altro sostenitore, anonimo, della riforma ortografica.

## Spiegazione dighoti
Il fonema /ʃ/ può essere scritto in 13 modi in inglese::
1. <sh> come in shirt;
2. <s> come in sugar;
3. <ch> come in chute;
4. <ti> come in action;
5. <ss> come in issue;
6. <ssi> come in passion;
7. <ce> come in ocean;
8. <sci> come in conscious;
9. <si> come in mansion;
10. <sch> come in schwa;
11. <x> come in sexual;
12. <xi> come in anxious;
13. <ci> come in special.

In realtà il fonema /ʃ/ corrisponde a ti solo quando il gruppo ti precede una vocale in alcuni suffissi, come in na-tion and ini-tial. Perciò, questo fonema non appare mai in fin di parola scritto come <ti>.
Allo stesso modo, gh può pronunciarsi /f/ in fine o nel corpo di parola, come in tough o laughter, ma non all'inizio, dove si pronuncia /ɡ/ come in ghost; inoltre, nel corpo o in fine di parola può non essere pronunciato, come in right e high.

## Riferimenti nella cultura di massa
- James Joyce fa un'allusione a ghoti in Finnegans Wake: "Gee each owe tea eye smells fish." (p. 299)
- Nel linguaggio artificiale Klingon, il termine ghotI significa appunto "pesce" (in inglese, fish).[5]
- Ghoti Hook è una band christian-punk degli anni novanta.
- Ghoti è il nome di un archetipo di yu-gi-oh, il gioco di carte collezionabili

## Ghoughpteighbteau
Ghoughpteighbteau è una parola analoga a ghoti (e come ghoti talora anch'essa attribuita a Shaw), similmente costruita per illustrare alcune incongruenze di pronuncia. È infatti una specie di forma alternativa di potato, in quanto è pronunciabile /poʊˈteɪtoʊ/. Si compone infatti di:
- gh, pronunciato /p/ come in hiccough /ˈhɪkʌp/;
- ough, pronunciato /oʊ/ come in though /ðoʊ/;
- pt, pronunciato /t/ come in ptomaine /ˈtoʊmeɪn/;
- eigh, pronunciato /eɪ/ come in neigh /neɪ/;
- bt, pronunciato /t/ come in debt /dɛt/;
- eau, pronunciato /oʊ/ come in bureau /ˈbjʊəroʊ/.